# Chiquimula
Chiquimula è un comune del Guatemala, capoluogo del dipartimento omonimo.